# كارل ياكوب لوفيغ
كارل ياكوب لوفيغ (بالألمانية: Carl Jacob Löwig) هو كيميائي ألماني عاش في القرن التاسع عشر في الفترة ما بين سنتي 1803 و1890.
حاز لوفيغ على درجة الدكتوراة من جامعة هايدلبرغ مع زميله ليوبولد غملين. اكتشف لوفيغ عنصر البروم وذلك عندما عالج أملاح البروميد بغاز الكلور فحصل على أبخرة بنية اللون. بعد ذلك قام الكيميائي الفرنسي أنطوان جيروم بالارد، وبشكل مستقل، بإعلان اكتشاف هذا العنصر؛ لذلك ينسب إليهما الاكتشاف.
عمل لاحقاً في جامعة زيورخ، ثم خَلَف روبرت بنزن في جامعة فروتسواف، وبقي في تلك المدينة إلى وفاته سنة 1890.